# Walter Maack
Walter Maack (* 12. Juli 1907 in Exten; † 26. Juni 1971 in Rinteln) war ein deutscher Publizist und Autor.
Nach dem Besuch der Volksschule in Exten und dem Abitur am Ernestinum Rinteln studierte Maack Deutsch, Geschichte und Journalismus an verschiedenen Universitäten.
Im Jahr 1931 ging er als Redaktions-Volontär an die „Schaumburger Zeitung“. Er blieb dort 40 Jahre lang und arbeitete zuletzt als Schriftleiter. Neben seiner eigentlichen journalistischen Arbeit verfasste er eine lange Reihe wissenschaftlicher und volkstümlicher Schriften über Rinteln und die engere Schaumburger Heimat, davon etliche über seinen Geburtsort Exten. Auch in der „Schaumburger Zeitung“ erschienen viele von ihm verfasste Artikel.
In der „Schaumburgischen Bibliographie“ von Friedrich Busch (Verlag Lax, Hildesheim 1964) sind über 150 Veröffentlichungen von Walter Maack verzeichnet.
Nach ihm ist die Walter-Maack-Straße in Rinteln benannt.

## Schriften
- Respekt vor Louise. Eine Rokoko-Geschichte. Bösendahl, Rinteln 1951.
- mit Friedrich Kölling: Fuhlen – Beiträge zur Geschichte des Dorfes. Rinteln 1959.
- 10 × 5 Minuten Stadtgeschichte und eine Handvoll Rintelner Anekdoten. 2. Auflage. Bösendahl, Rinteln 1972.
- Die Geschichte der Grafschaft Schaumburg. Eine Darstellung ihrer Geschichte. 3., erweiterte Auflage. Bösendahl, Rinteln 1986, ISBN 3-87085-106-6.